# Nymindegab Redningsstation
Nymindegab Redningsstation er i dag et museum, der drives sammen med Nymindegab Museum. Begge hører under Varde Museum.
På redningsstationen kan man se Danmarks ældste bevarede redningsbåd i sin originale bygning samt det udstyr, der hørte til på en kystredningsstation. Båden står klar til aktion, udrustet med raketter, affyringsmekanisme, redningsliner, lys og redningsstol. Båden er bygget i 1890 på Orlogsværftet i København. Dens sider er bygget af 2 cm tykke planker af amerikansk spejlskåret egetræ.
Redningsstation Nymindegab blev oprettet som bådstation i 1857 og har ligget på sin nuværende plads siden 1892. Den fungerede indtil Redningsvæsenet blev nedlagt i 1975, men bådstationen blev nedlagt i 1966. Båden blev herefter opbevaret på Nationalmuseet i København, men kom tilbage til Nymindegab i 1977. Bygningen er fredet og har været redningsbådsmuseum siden 1979.
Fra Nymindegab redningsstation var der frem til 1950'erne reddet i alt 125 mennesker, heraf 56 med båd, 30 med raketapparat og 39 med begge disse i forening.